# German Valley
German Valley é uma vila localizada no estado americano de Illinois, no Condado de Stephenson.

## Demografia
Segundo o censo americano de 2000, a sua população era de 481 habitantes.
Em 2006, foi estimada uma população de 459, um decréscimo de 22 (-4.6%).

## Geografia
De acordo com o United States Census Bureau tem uma área de
1,3 km², dos quais 1,3 km² cobertos por terra e 0,0 km² cobertos por água. German Valley localiza-se a aproximadamente 251 m acima do nível do mar.

## Localidades na vizinhança
O diagrama seguinte representa as localidades num raio de 16 km ao redor de German Valley.